# 리플레이 리뷰
리플레이(Replay)란 비디오 게임의 진행 장면을 녹화하여 다시 볼 수 있는 것을 말한다. 대부분 실시간 전략 시뮬레이션이나 1인칭 슈팅 게임 게임에서 지원된다. 리플레이를 이용해 당시 게임 플레이 상황의 특정 부분을 분석하거나 게임 관련 방송에서 재중계하는데 사용되기도 한다.

## 리플레이를 지원하는 게임
- 스타크래프트
- 카운터 스트라이크
- 카운터 스트라이크: 소스
- 카운터 스트라이크: 컨디션 제로
- 커맨드 앤 컨커: 타이베리움 워
- 택티컬 커맨더스
- 하프라이프
- 하프라이프 2